# Холосненська сільська рада
Холосненська сільська рада — колишня адміністративно-територіальна одиниця та орган місцевого самоврядування у Коростенському (Ушомирському) районі і Коростенській міській раді Коростенської округи, Київської й Житомирської областей Української РСР та України з адміністративним центром у с. Холосне.

## Населені пункти
Сільській раді були підпорядковані населені пункти:
- с. Холосне
- с. Злобичі
- с. Нивки

## Населення
Кількість населення ради станом на 1923 рік становила 2 398 осіб, кількість дворів — 409.
Кількість населення сільської ради станом на 1924 рік становила 2 599 осіб.
Відповідно до результатів перепису населення СРСР, кількість населення ради станом на 12 січня 1989 року становила 1 452 особи.
Станом на 5 грудня 2001 року, відповідно до перепису населення України, кількість мешканців сільської ради становила 1 017 осіб.

## Склад ради
Рада складалася з 12 депутатів та голови.

### Керівний склад сільської ради
| ПІБ                      | Основні відомості                                                                      | Дата обрання | Дата звільнення |
| ------------------------ | -------------------------------------------------------------------------------------- | ------------ | --------------- |
| Петренко Ніна Михайлівна | Сільський голова, 1960 року народження, освіта, член Комуністичної партії України      | 26.03.2006   | 31.10.2010      |
| Петренко Ніна Михайлівна | Сільський голова, 1960 року народження, освіта вища, член Комуністичної партії України | 31.10.2010   |                 |

Примітка: таблиця складена за даними джерела

## Історія
Створена 1923 року в складі с. Холосне та колоній Веселівка і Лісівщина Ушомирської волості Коростенського повіту Волинської губернії. 12 січня 1924 року, відповідно до рішення Волинської ГАТК (протокол № 6/1 «Про зміни в межах округів, районів і сільрад»), колонії Веселівка та Лісівщина передані до складу новоутвореної Веселівську сільську раду Коростенського району.
Станом на 1 вересня 1946 року сільська рада входила до складу Коростенського району Житомирської області, на обліку в раді перебували с. Холосне та хутір Головське.
11 серпня 1954 року, відповідно до указу Президії Верховної ради Української РСР «Про укрупнення сільських рад по Житомирській області», підпорядковано с. Веселівка та х. Веселівський (згодом — Розівка) ліквідованої Веселівської сільської ради Коростенського району. 5 березня 1959 року, відповідно до рішення Житомирського облвиконкому № 161 «Про ліквідацію та зміну адміністративно-територіального поділу окремих сільських рад області», до складу ради включено села Довга Нива (згодом — Нивки) та Злобичі ліквідованої Злобицької сільської ради Коростенського району. 29 вересня 1960 року, відповідно до рішення Житомирського облвиконкому № 985 «Про вилучення з обліку деяких населених пунктів в районах області», х. Головське знято з обліку населених пунктів. 16 червня 1969 року, відповідно до рішення Житомирського ОВК № 282 «Про зміни в адміністративно-територіальному поділі деяких населених пунктів Коростенського і Чуднівського районів», села Веселівка та Розівка передані до складу новоутвореної Розівської сільської ради Коростенського району.
Станом на 1 січня 1972 року сільська рада входила до складу Коростенського району Житомирської області, на обліку в раді перебували села Злобичі, Нивки та Холосне.
Виключена з облікових даних 17 липня 2020 року. Територію та населені пункти ради, відповідно до розпорядження Кабінету Міністрів України № 711-р «Про визначення адміністративних центрів та затвердження територій територіальних громад Житомирської області», включено до складу Коростенської міської територіальної громади Коростенського району Житомирської області.
Входила до складу Коростенського (Ушомирського, 7.03.1923 р., 28.02.1940 р.) району та Коростенської міської ради (1.06.1935 р.).